# Palais des Arts (Marseille)
Le palais des Arts est un monument marseillais initialement construit en 1864 pour accueillir la bibliothèque municipale et l'École des beaux-arts de Marseille. Il est situé au fond de la place Auguste-et-François-Carli, dans le quartier de Thiers dans le 1er arrondissement. Le palais des Arts a bénéficié d'une inscription au titre des monuments historiques le 1er octobre 1994 et a ensuite été classé  par arrêté du 18 novembre 1997.

## Historique
Les locaux de l’ancien couvent des Bernardines accueillent à partir de 1802 non seulement le lycée Impérial mais également la bibliothèque de la ville, l’École des beaux-arts, l’Académie de Marseille et le musée des Beaux-Arts. Devant le nombre croissant des élèves qui passe de 150 à sa création, à 506 en 1842, la mise à disposition de l’ensemble des locaux de l’ancien couvent devient nécessaire.
Une convention signée le 22 juillet 1859 entre le maire Jean-François Honnorat, le recteur de l'académie et le préfet Besson prévoit une rétrocession au lycée de la totalité des locaux tandis que la mairie reçoit un terrain dit du « talus », ancien jardin du couvent de 7 500 m2. Ce terrain étant insuffisant pour accueillir l'ensemble des institutions expulsées de l'ancien couvent, le conseil municipal doit se décider à regrouper le musée des Beaux-Arts et un muséum d’histoire naturelle au plateau Longchamp et à construire un bâtiment sur le terrain du « talus » pour y loger la bibliothèque municipale et l’école des Beaux-Arts.
Cette bibliothèque, fondée à la Révolution, est constituée par des ouvrages en provenance des diverses communautés religieuses : Chartreux, Minimes, Oratoriens. L’École des beaux-arts est fondée en 1752 grâce à l’initiative des peintres Michel-François Dandré-Bardon, Jean-Joseph Kapeller et Étienne Moulinneuf et du sculpteur Jean-Michel Verdiguier sous le haut patronage du duc Honoré-Armand de Villars. Une subvention annuelle de 3 000 livres lui est accordée par la ville de Marseille. L’école est d’abord installée dans les locaux de l’arsenal qui venait d’être transféré à Toulon puis aux allées de Meilhan. La Révolution marque un coup d’arrêt car tous les modèles qui servaient aux élèves sont détruits. L’école est reconstituée en 1796 sous le nom d’école de dessin par le peintre Guenin, et installée également dans le couvent des Bernardines.

## Études et construction

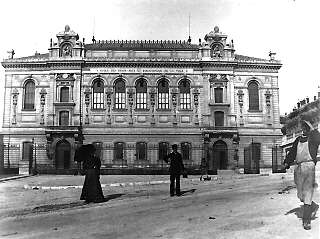
Le palais des Arts vers 1880

Le 8 mars 1864, la ville de Marseille charge Henri-Jacques Espérandieu de dresser les plans et d’établir les devis pour la construction d’un bâtiment devant recevoir la bibliothèque et l’école des Beaux-Arts. La parcelle en forte déclivité pose des problèmes techniques et oblige l’architecte à prévoir des fondations à grande profondeur notamment pour la partie nord. Les plans sont réalisés en 1865 et les travaux commencent. Après une interruption due au manque de financement et à la guerre de 1870, les travaux reprennent en 1872. Ils ne seront pas terminés à la mort d’Espérandieu survenue le 11 novembre 1874. Joseph Letz et Gaudensi Allar, inspecteur et conducteur des travaux, achèveront avec le plus grand soin l’œuvre de leur ami.
La mise en place du mobilier en chêne est réalisée par Letz en 1877. La décoration de la salle des fêtes est effectuée en 1894 par Dominique Antoine Magaud, directeur de l’École des beaux-arts.

## Description du bâtiment
L’auteur du projet est l’architecte Henri-Jacques Espérandieu et le conducteur des travaux Gaudensi Allar, frère aîné du sculpteur André Allar. L’édifice offre une structure en cube évidé avec un traitement différent pour la façade principale en pierre et la cour d’honneur intérieure en brique et chaînage de pierre.

### Façade principale
La double destination de l’édifice se traduit sur la façade principale, la seule entièrement blanche en pierre de Tarascon (Saint-Gabriel), par deux avant-corps donnant accès à gauche à l’école des Beaux-Arts et à droite à la bibliothèque et au cabinet des médailles. Les locaux sont actuellement occupés par le conservatoire à rayonnement régional de Marseille qui porte le nom de Pierre Barbizet. Au-dessus de chaque porte se trouve une fenêtre à plein cintre surmontée de génies ailés portant un écusson frappé l’un de l’alpha, l’autre de l’oméga. Au sommet de ces avant-corps sont placées des niches dans lesquelles se trouve à droite le génie des sciences par François Truphème et à gauche le génie des arts par Louis-Félix Chabaud.
Sur cette façade Espérandieu a représenté les grandes époques de l’art. Pour cela il a placé entre les fenêtres dix bustes supportés par des piédouches d’ordre ionique ornés d’une palme, représentant les monarques personnalisant une grande époque. Au-dessus de chaque buste est gravée, dans un tympan, la plus belle réalisation de leur temps. Ces représentations sont, de gauche à droite, les suivantes
- Sésostris, le Temple de Karnak, par Philippe Poitevin, école égyptienne
- Périclès, le Parthénon, école grecque
- Auguste, Arc de Triomphe de Septime Sévère, école romaine
- Constantin, Façade de Sainte-Sophie, école byzantine
- Charlemagne, Cathédrale d'Aix-la-Chapelle, par Marius Barneaud, école romane
- Saint-Louis, Sainte-Chapelle, par Antoine Bontoux, école gothique
- Léon X, Saint-Pierre de Rome, par Philippe Poitevin, école italienne
- François Ier, Château de Chambord, par Salomon Laugier, école Renaissance
- Louis XIV, Dôme des Invalides, par Antoine Bontoux, école française
- Napoléon Ier, Arc de triomphe de l’Étoile, par Ambroise Pascal Liotard dit Liotard de Lambesc, école moderne.

Bustes de la façade principale
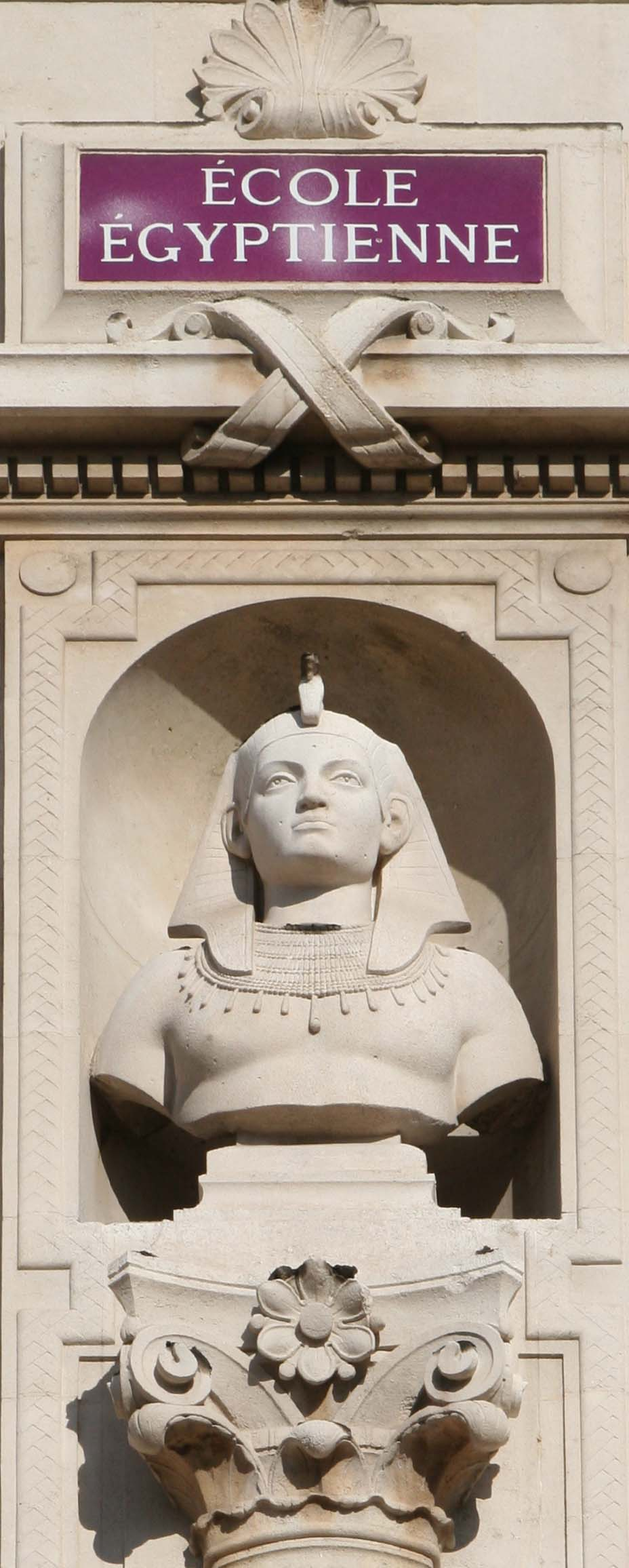
Sésostris
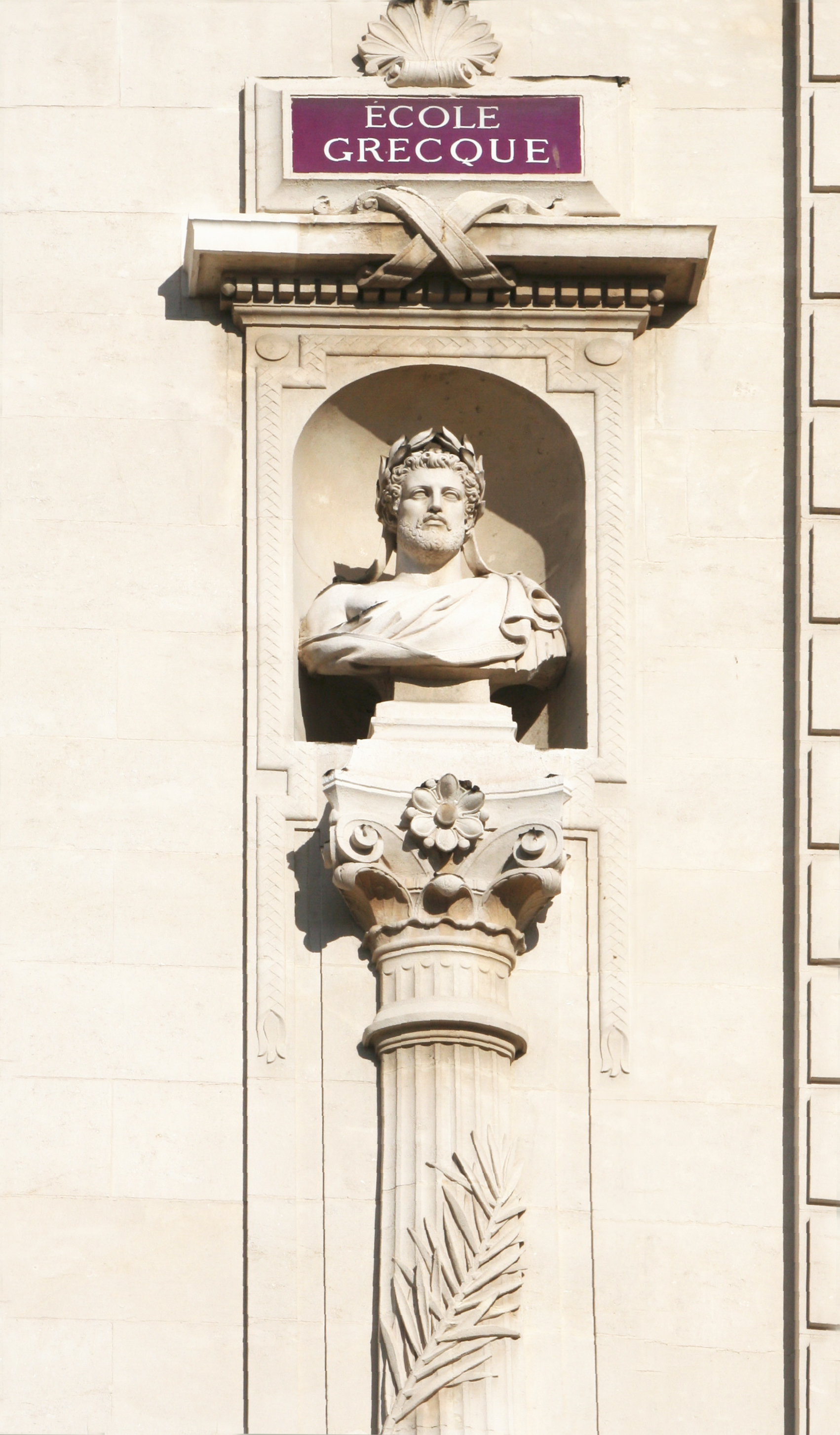
Périclès
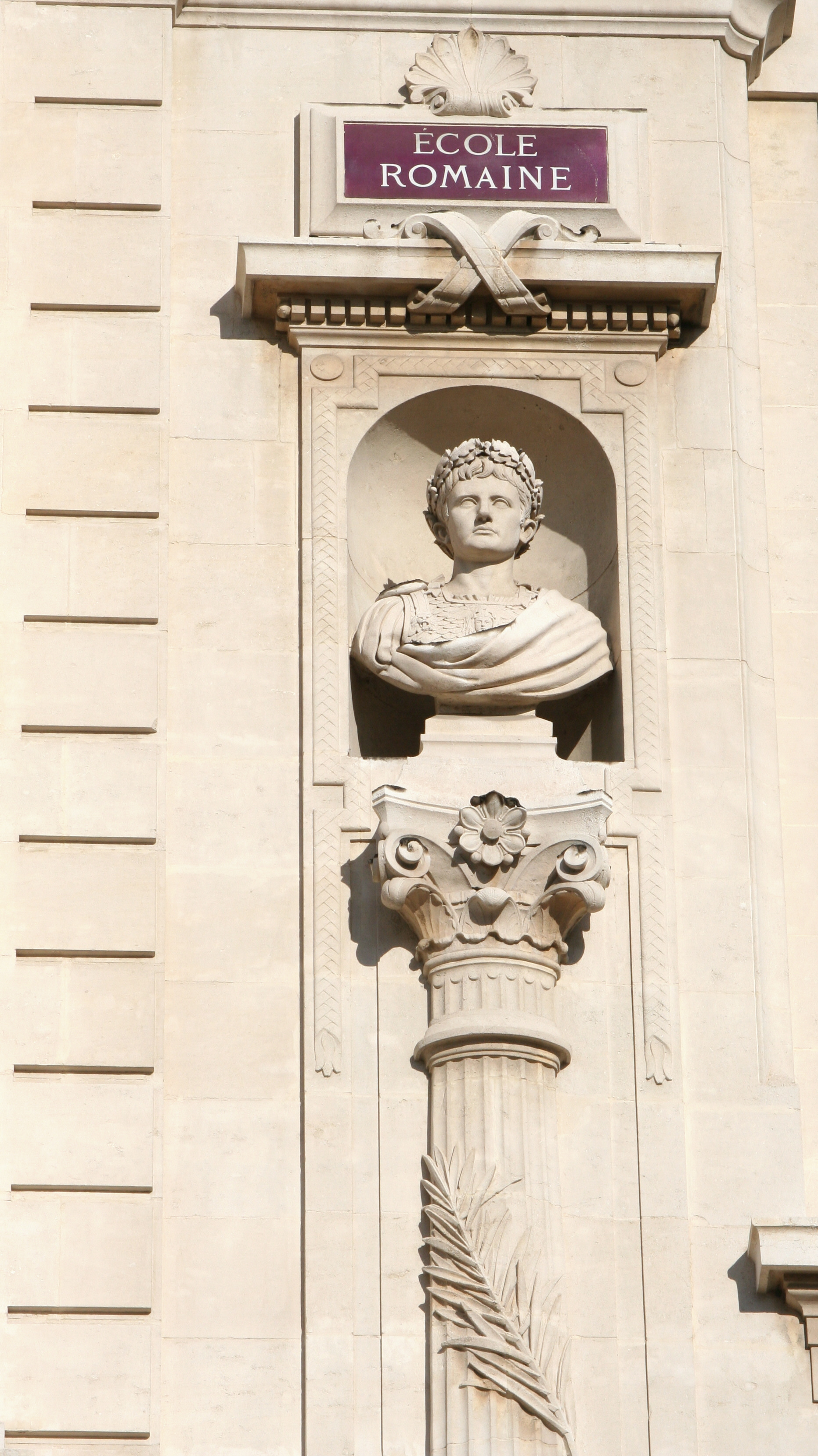
Auguste
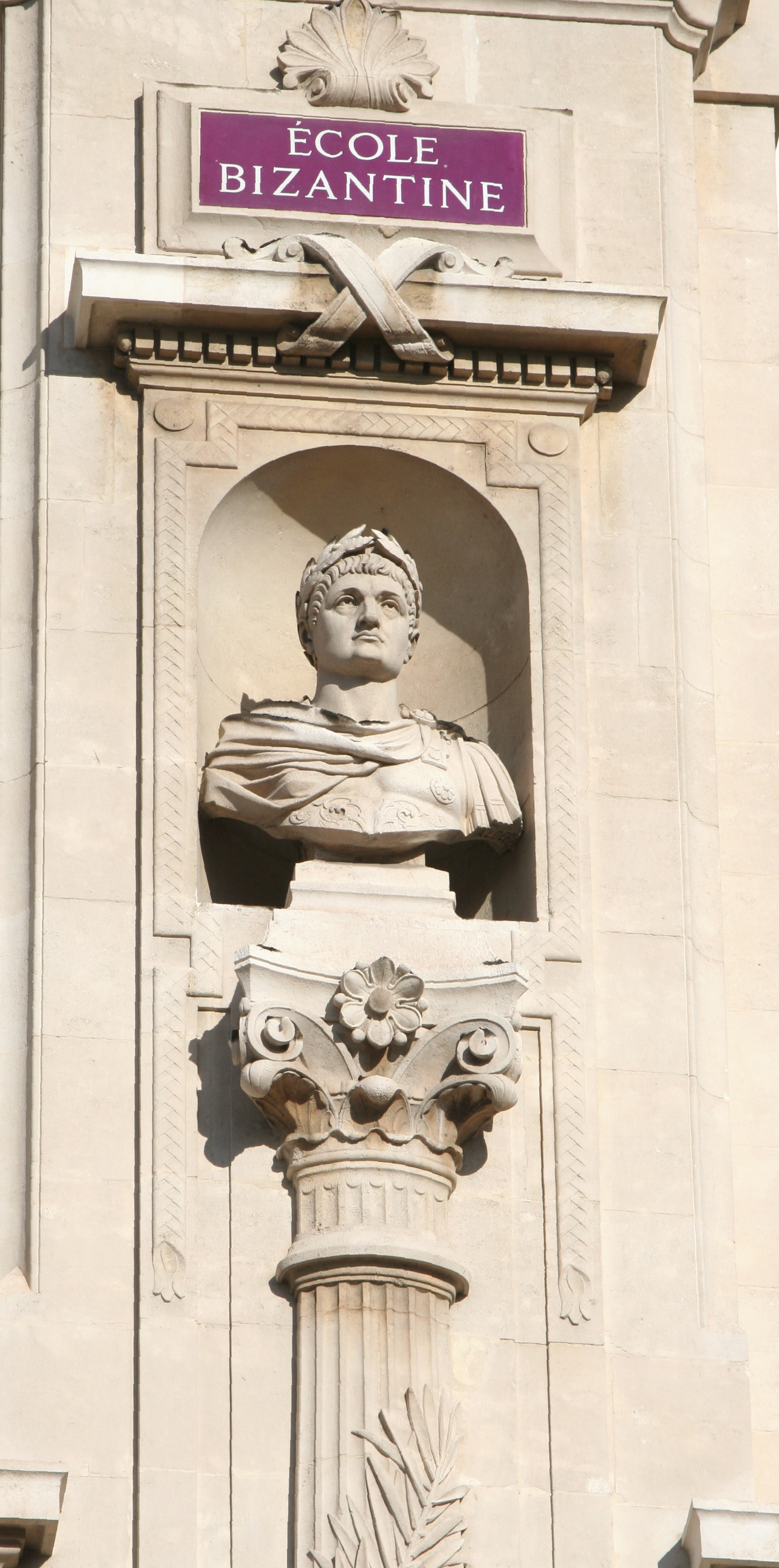
Constantin
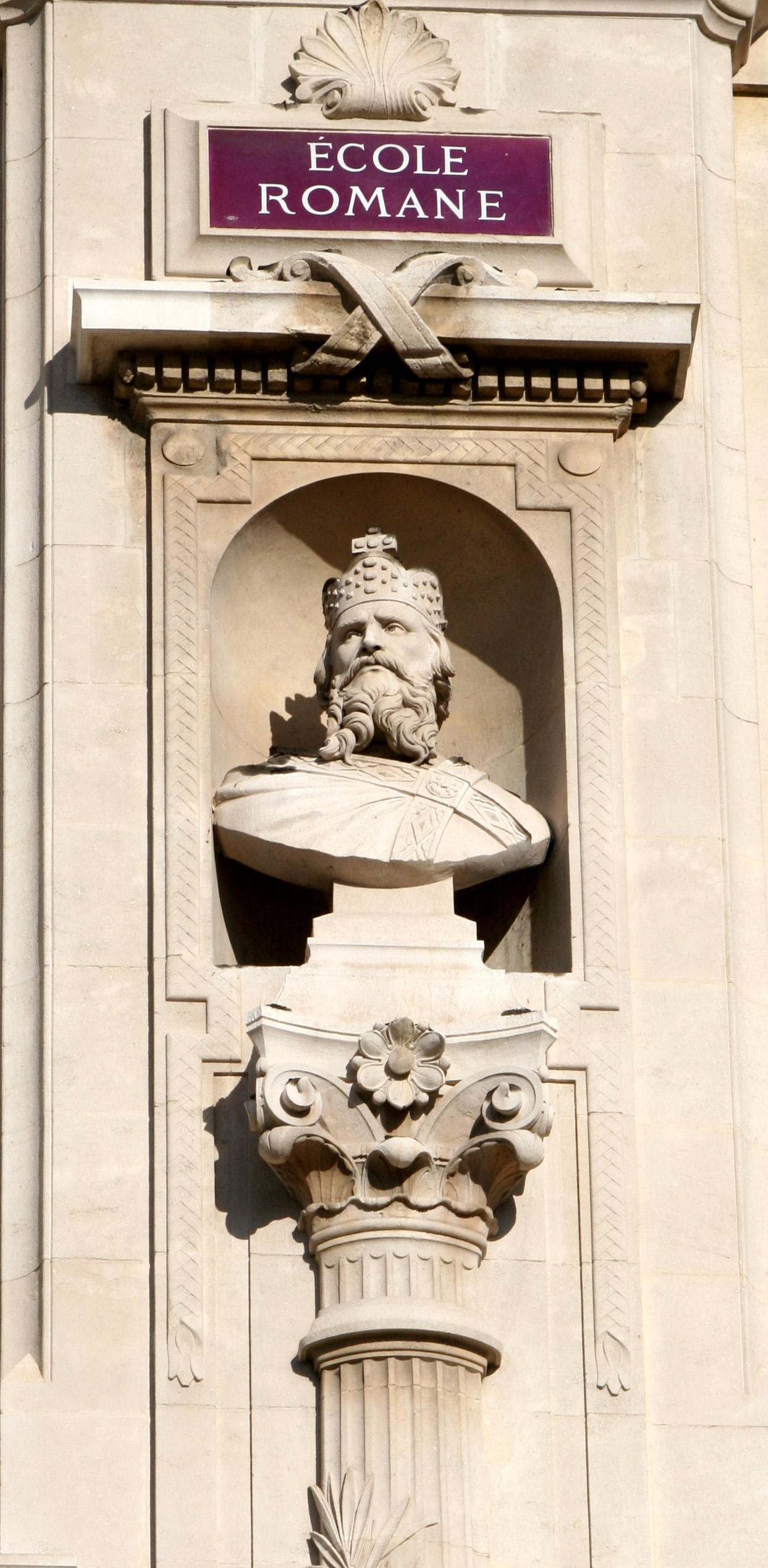
Charlemagne
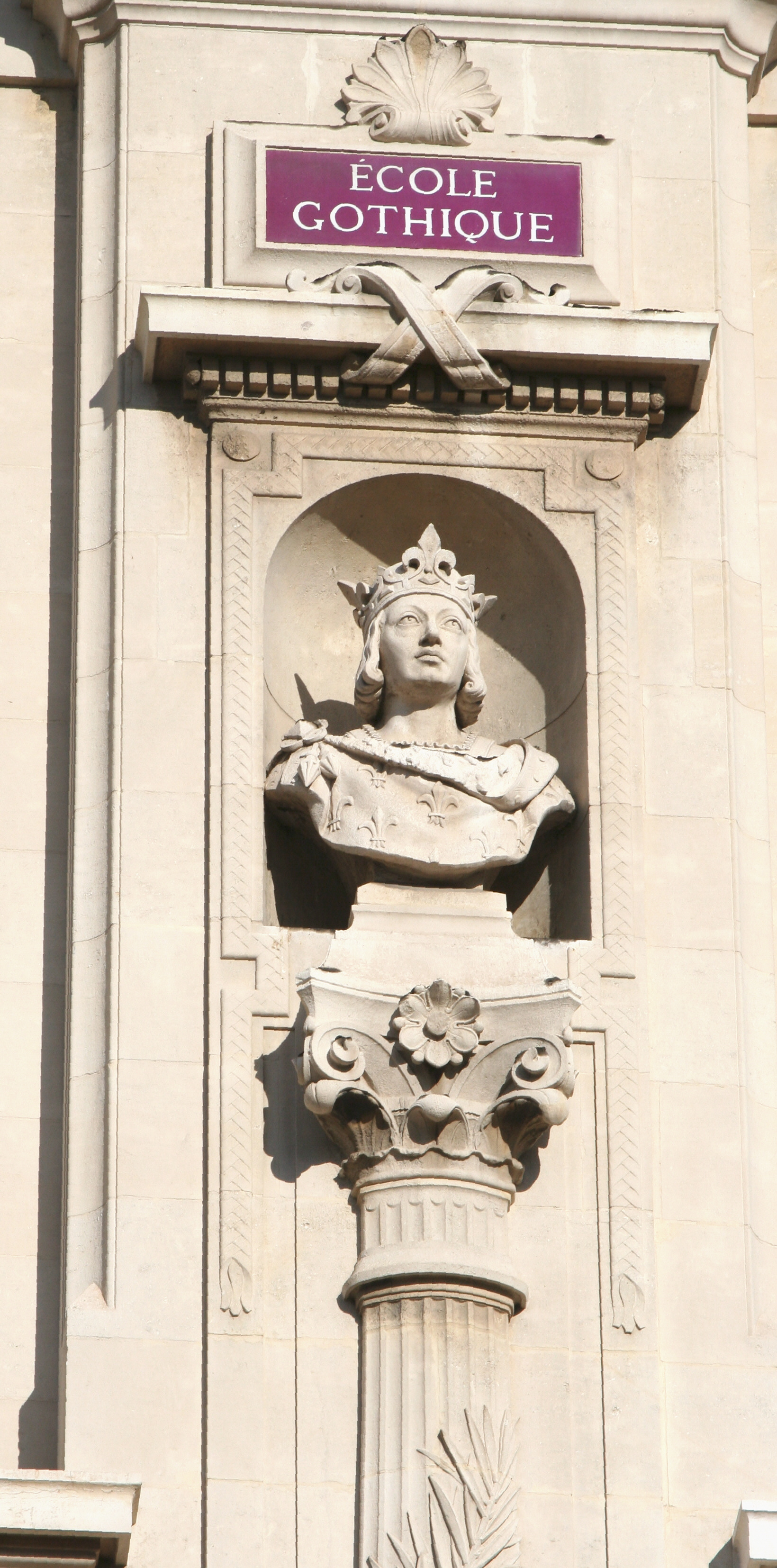
Saint Louis
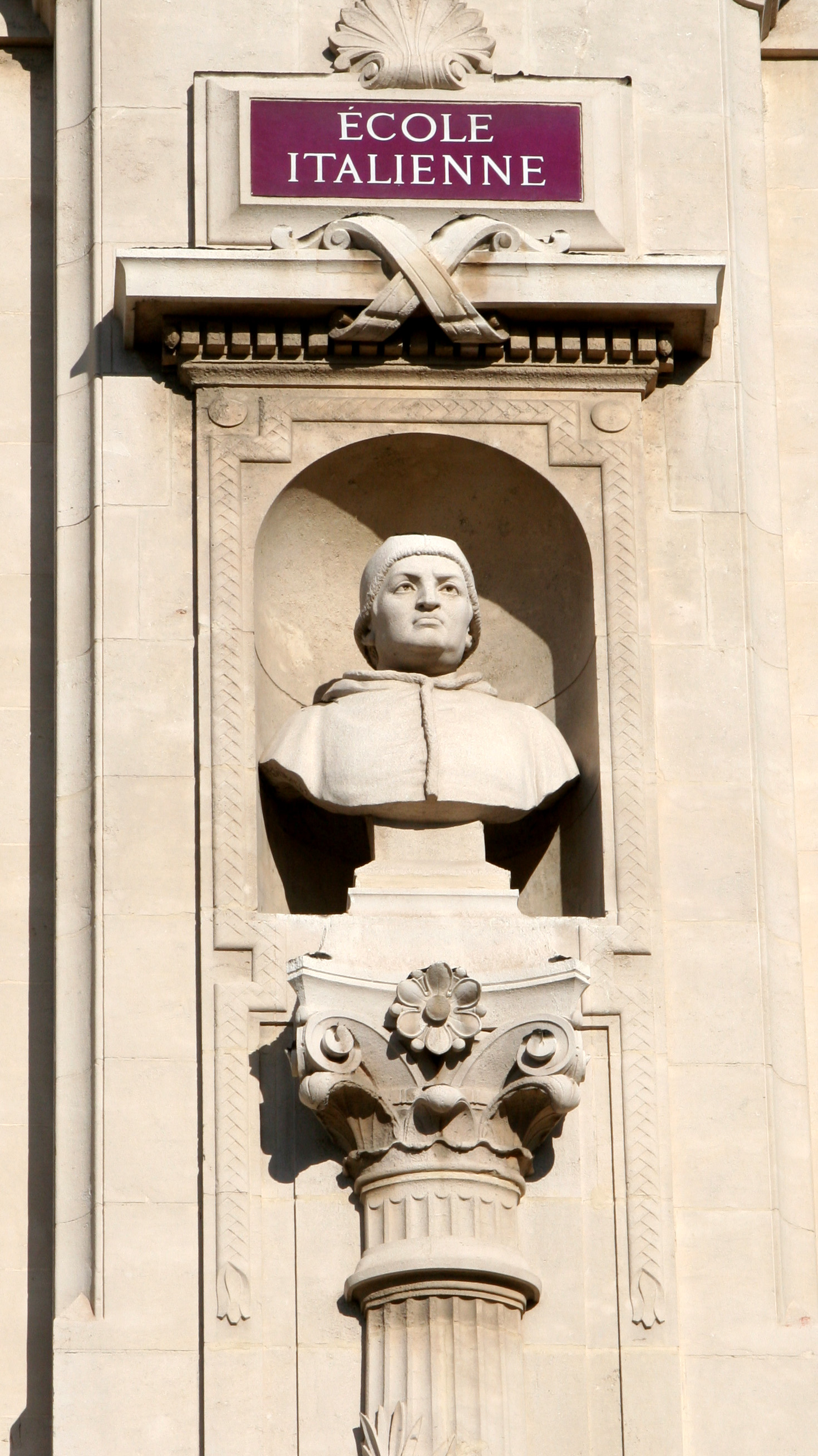
Léon X
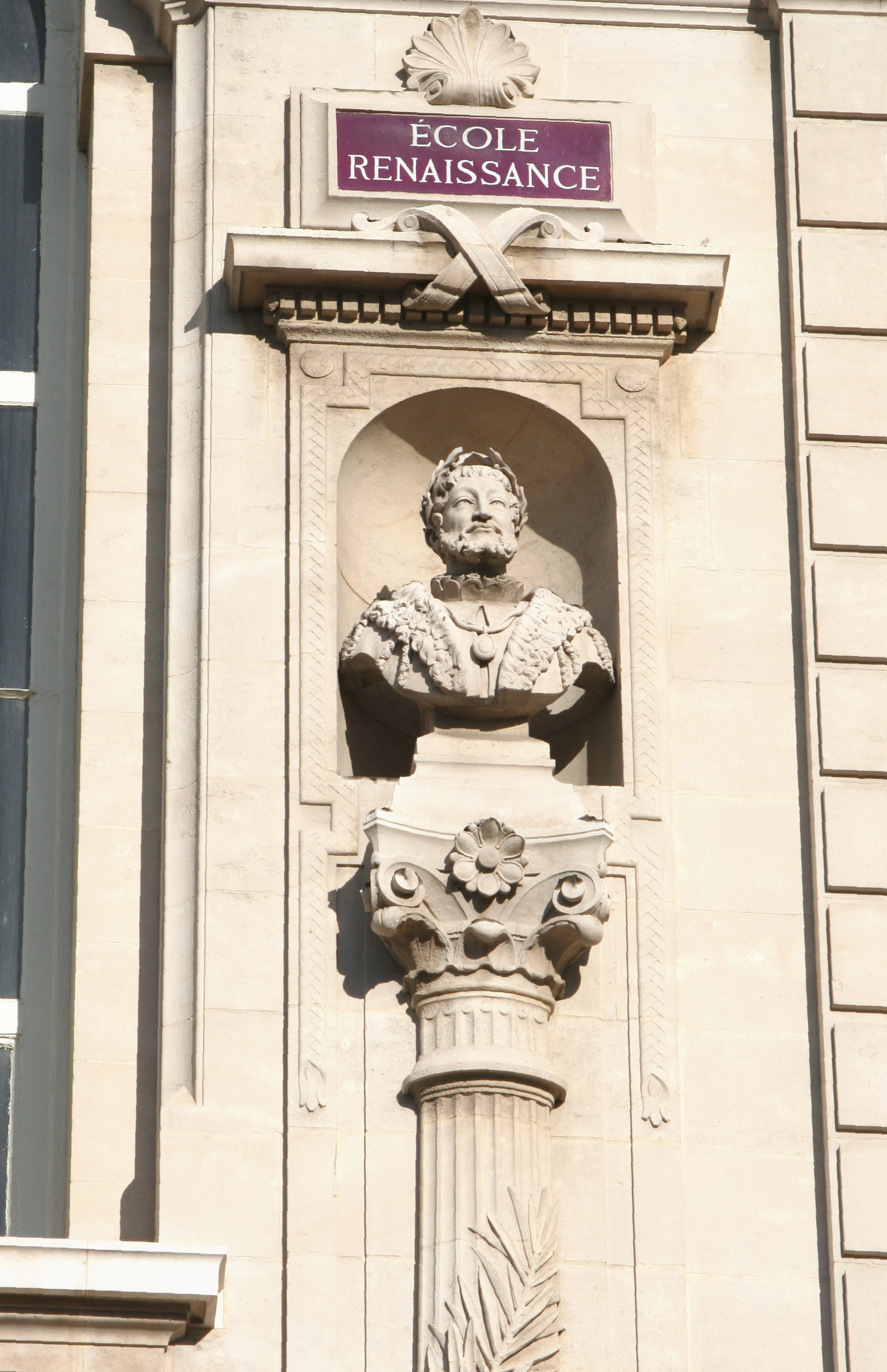
François Ier
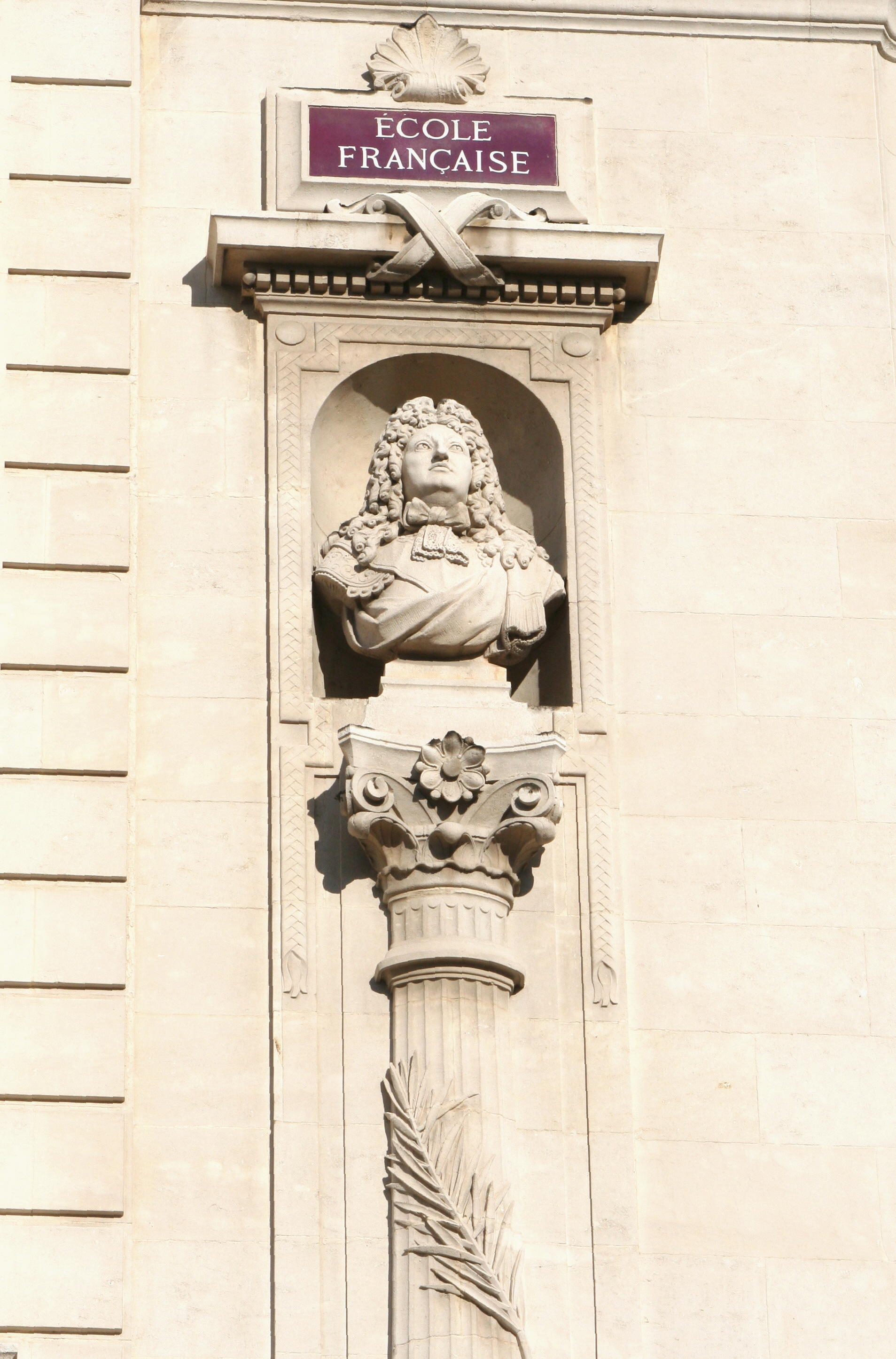
Louis XIV
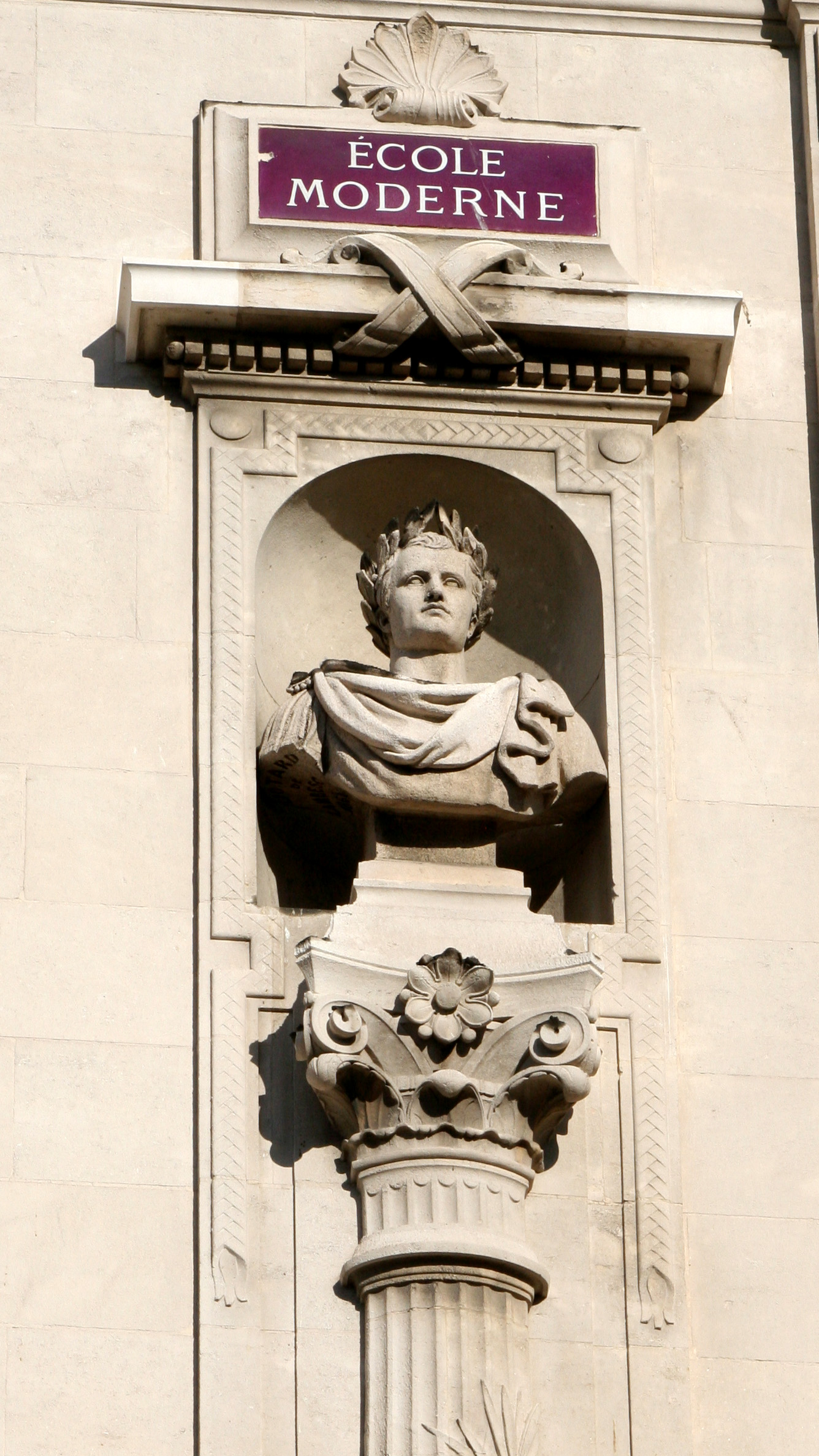
Napoléon Ier

### Cour d’honneur
Dans la cour intérieure, le bâtiment est construit en petites briques rouges et en pierre. Un hémicycle supporté par des colonnes en granit du lac majeur fait saillie dans cette cour. En face de cet hémicycle se trouve le monument commémoratif d’Espérandieu, objet d’un concours national lancé en 1876, financé par souscription publique. Le buste hors concours est sculpté par André-Joseph Allar ; le piédestal orné de médaillons représentant les œuvres majeures de l’architecte (Basilique Notre-Dame de la Garde, palais Longchamp, École des Beaux-Arts) est de Joseph Letz (1838-1890), architecte du département et lauréat du concours. Espérandieu est représenté à mi-corps un carnet de note à la main.
Dans cette cour on a inscrit sur des cartouches placés sous les fenêtres, les noms des grands architectes, sculpteurs et peintres : Brunelleschi, Bramante, Philibert Delorme, Jean Bullant, Mansart, Michel-Ange, Jean Goujon, Germain Pilon, Coustou, Coysevox, Léonard de Vinci, Le Titien, Le Corrège, Poussin, Rembrandt et Lesueur.

### Bâtiment annexe

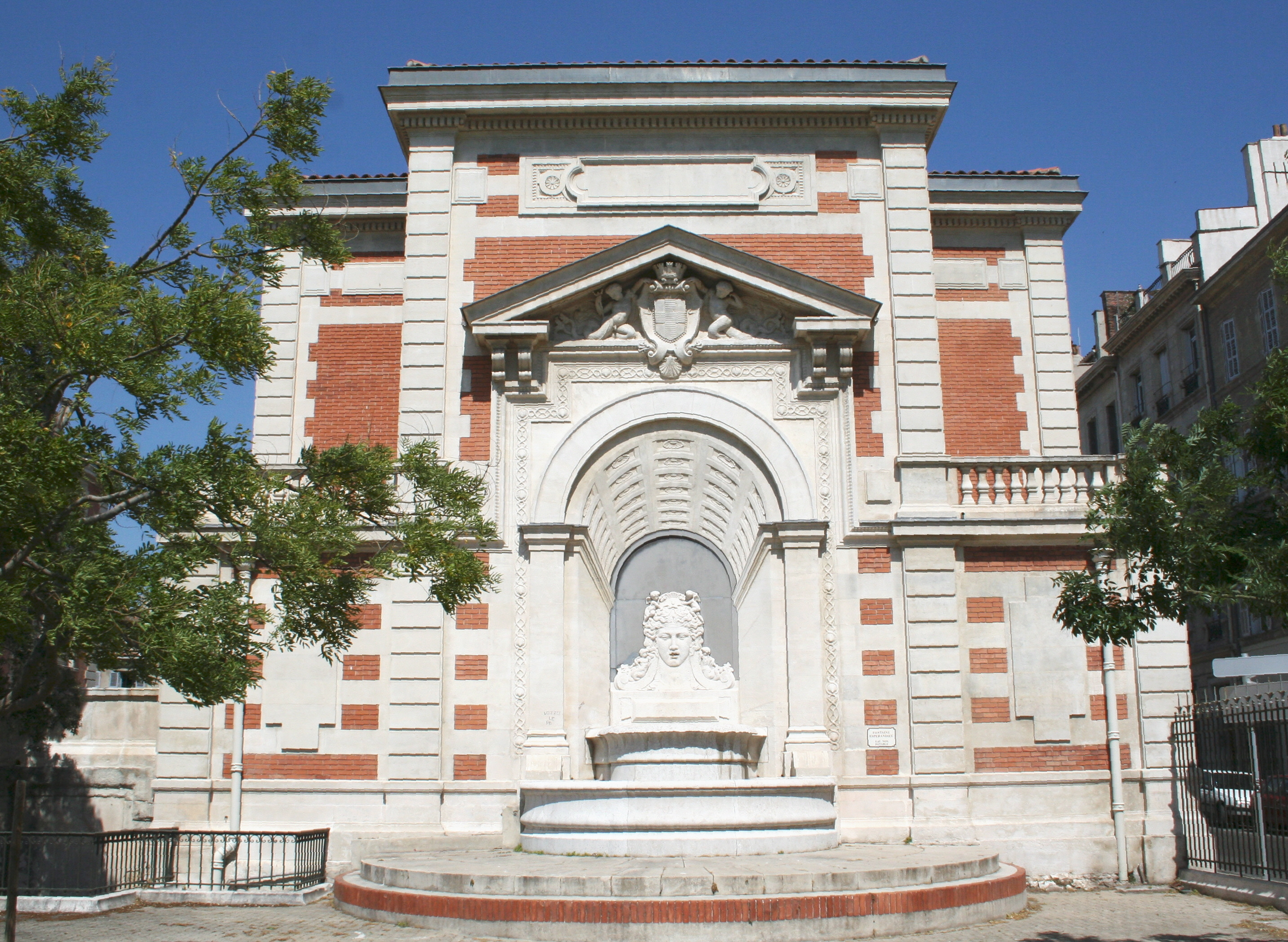
Palais des Arts
Fontaine par Jules Cavalier

Pour le bâtiment annexe donnant sur un jardin public situé à l’angle formé par les rues de la Bibliothèque et celle des Trois-Mages, Espérandieu adopte pour décorer le mur aveugle, une fontaine sculptée par Jules Cavalier avec une perspective en trompe-l’œil ornée d’un masque à l’antique. Dans ce jardin public se trouve le monument élevé rue Paradis par le préfet Charles Delacroix puis transporté place Saint-Ferréol. C’est une colonne de granit provenant de l’abbaye de Saint-Victor, surmontée du génie de la santé par Barthélémy-François Chardigny. Ce génie est représenté sous la forme d’un amour joufflu relevant d’une main le flambeau de la vie et de l’autre couronnant les noms des héros de la peste de 1720.

## Occupations successives
La construction d’une nouvelle bibliothèque rue du 141e R.I.A. et celle d’une École des beaux-arts à Luminy nécessitèrent une réorganisation du bâtiment. Par délibération du 28 octobre 1968, le conseil municipal décida l’installation des archives municipales dans les locaux de l’ancienne bibliothèque. En 1971, la salle des fêtes est affectée aux répétitions des ballets de Rolland Petit. L’inauguration des archives a lieu le 14 mai 1973 tandis que le conservatoire national à rayonnement régional prend place dans les salles de l’École des beaux-arts. La création d’une école de danse permet l’extension des archives qui sont finalement transférées le 22 janvier 2001 dans les locaux réhabilités de la manufacture des tabacs de la Belle de Mai, 10 rue Clovis-Hugues dans le 3e arrondissement. Le conservatoire national à rayonnement régional prend le nom de Pierre Barbizet lors de son décès survenu le 19 janvier 1990.
Le bâtiment est classé monument historique le 18 novembre 1997.